# Kalce, Logatec
Kalce este o localitate din comuna Logatec, Slovenia, cu o populație de 320 de locuitori.